# ベルコ (冠婚葬祭)
株式会社ベルコ（英: BELLCO Co.,ltd.）は、冠婚葬祭を主として事業を行う日本の企業（冠婚葬祭互助会）。

## 概要
冠婚葬祭業で国内最大手。結婚式場はベルクラシックグループ（旧玉姫殿）、葬儀式場はシティホール・ベルコ会館の名称で日本各地に展開している。互助会方式をとっており、各地域に事業子会社を通じて活動を行っている。
東京では株式会社ごじょいるを通じて東京23区を中心に営業している。冠婚葬祭大手の株式会社セレマもベルコグループである。ただし愛知県は以前は同業のティアと業務提携した後、愛昇殿と提携している。
パチンコ・パチスロメーカーのベルコとは無関係。

## 沿革
- 1969年（昭和44年）4月3日 - 兵庫県西宮市馬場町にて株式会社阪神互助センターとして業務を開始。西宮・神戸・尼崎市を中心に会員募集、「玉姫グループ」の一翼を担う。
- 1973年（昭和48年）- 本社を西宮市平松町に移転、堺営業所を開設。通産省から前払式特定取引業として許可番号「第5006号」を受ける。「（社）全日本冠婚葬祭互助協会」設立と同時に加盟。「（社）全日本冠婚葬祭互助協同組合」設立と同時に加盟。互助会保証株式会社に出資。
- 1975年（昭和50年） - 第1号結婚式場「西宮玉姫殿（旧）」をオープン。本社を西宮市津門川町に移転し、社名を株式会社互助センターに変更。

## 諸問題
違法労働問題
人事異動などがあるなど同社管理下にあり実質的に雇用関係にもあるにもかかわらず、従業員の大半と個人請負の契約を結び、最低賃金、雇用保険、年金の支払いを行わず違法な労働契約だと報じられた。

## コマーシャル
テレビCMにはベルコの企業CMとベルクラシックグループ、シティホール・ベルコ会館の3つがある。過去には長らく放映されていたチャペルのベルを背景としたコーラスの非常に印象の残るCMや、赤いドレスを着たキャラクターが登場するアニメCM（種まき編やトロッコ編、メッセージ編）が放映されていた。現在では2014年（平成26年）に誕生した企業キャラクター「ベルちゃんルコちゃん」（ベルちゃんは赤い鐘、ルコちゃんは白い鐘で、それぞれ女の子に擬人化したキャラクター）のCMのほか、ベルコのお葬式のCMが全国で放映されている。
2007年（平成19年）10月からNNN中京テレビストレイトニュースのスポンサーである（平日のみ、土曜は読売新聞）。市街地の中心部では、チャペルのベルのCMの音声のみを聞くことが出来る。

## 提供番組
- ヒルナンデス!（読売テレビ）

過去
- ニューススクランブル（読売テレビ）
- FNNスーパーニュースアンカー（関西テレビ）
- HEY!HEY!HEY! MUSIC CHAMP（BSフジ）
- びわ湖大学駅伝録画放送（読売テレビ）